# Megachile dorsata
Megachile dorsata är en biart som beskrevs av Smith 1853. Megachile dorsata ingår i släktet tapetserarbin, och familjen buksamlarbin. Inga underarter finns listade i Catalogue of Life.